# Convocazioni per la Copa América 2024
Elenco dei giocatori convocati da ciascuna nazionale partecipante alla Copa América 2024.

## Gruppo A

### Argentina
Lista dei convocati resa nota il 15 giugno 2024.
Commissario tecnico:  Lionel Scaloni
| N. | Pos. | Giocatore             | Data nascita (età)         | Pres. | Reti | Squadra           |
| -- | ---- | --------------------- | -------------------------- | ----- | ---- | ----------------- |
| 1  | P    | Franco Armani         | 16 ottobre 1986 (37 anni)  | 19    | -18  | River Plate       |
| 2  | D    | Lucas Martínez Quarta | 10 maggio 1996 (28 anni)   | 14    | 0    | Fiorentina        |
| 3  | D    | Nicolás Tagliafico    | 31 agosto 1992 (31 anni)   | 57    | 1    | Olympique Lione   |
| 4  | D    | Gonzalo Montiel       | 1º gennaio 1997 (27 anni)  | 26    | 1    | Nottingham Forest |
| 5  | C    | Leandro Paredes       | 29 giugno 1994 (29 anni)   | 62    | 5    | Roma              |
| 6  | D    | Germán Pezzella       | 27 giugno 1991 (32 anni)   | 40    | 3    | Betis             |
| 7  | C    | Rodrigo de Paul       | 24 maggio 1994 (30 anni)   | 64    | 2    | Atlético Madrid   |
| 8  | D    | Marcos Acuña          | 28 ottobre 1991 (32 anni)  | 57    | 0    | Siviglia          |
| 9  | A    | Julián Álvarez        | 31 gennaio 2000 (24 anni)  | 31    | 7    | Manchester City   |
| 10 | A    | Lionel Messi          | 24 giugno 1987 (36 anni)   | 182   | 108  | Inter Miami       |
| 11 | A    | Ángel Di María        | 14 febbraio 1988 (36 anni) | 140   | 31   | Benfica           |
| 12 | P    | Gerónimo Rulli        | 20 maggio 1992 (32 anni)   | 4     | -1   | Ajax              |
| 13 | D    | Cristian Romero       | 27 aprile 1998 (26 anni)   | 31    | 3    | Tottenham         |
| 14 | C    | Exequiel Palacios     | 5 ottobre 1998 (25 anni)   | 29    | 0    | Bayer Leverkusen  |
| 15 | A    | Nicolás González      | 6 aprile 1998 (26 anni)    | 34    | 5    | Fiorentina        |
| 16 | C    | Giovani Lo Celso      | 9 aprile 1996 (28 anni)    | 52    | 3    | Tottenham         |
| 17 | A    | Alejandro Garnacho    | 1º luglio 2004 (19 anni)   | 5     | 0    | Manchester Utd    |
| 18 | C    | Guido Rodríguez       | 12 aprile 1994 (30 anni)   | 29    | 1    | Betis             |
| 19 | D    | Nicolás Otamendi      | 12 febbraio 1988 (36 anni) | 112   | 6    | Benfica           |
| 20 | C    | Alexis Mac Allister   | 24 dicembre 1998 (25 anni) | 26    | 2    | Liverpool         |
| 21 | A    | Valentín Carboni      | 5 marzo 2005 (19 anni)     | 2     | 0    | Monza             |
| 22 | A    | Lautaro Martínez      | 22 agosto 1997 (26 anni)   | 58    | 24   | Inter             |
| 23 | P    | Emiliano Martínez     | 2 settembre 1992 (31 anni) | 39    | -16  | Aston Villa       |
| 24 | C    | Enzo Fernández        | 17 gennaio 2001 (23 anni)  | 23    | 4    | Chelsea           |
| 25 | D    | Lisandro Martínez     | 18 gennaio 1998 (26 anni)  | 18    | 0    | Manchester Utd    |
| 26 | D    | Nahuel Molina         | 6 aprile 1998 (26 anni)    | 38    | 1    | Atlético Madrid   |

### Perù
Lista dei pre-convocati resa nota il 20 maggio 2024. Il 15 giugno viene annunciata la lista definitiva dei convocati.
Commissario tecnico:  Jorge Fossati
| N. | Pos. | Giocatore           | Data nascita (età)          | Pres. | Reti | Squadra          |
| -- | ---- | ------------------- | --------------------------- | ----- | ---- | ---------------- |
| 1  | P    | Pedro Gallese       | 23 febbraio 1990 (34 anni)  | 106   | -118 | Orlando City     |
| 2  | D    | Luis Abram          | 27 febbraio 1996 (28 anni)  | 41    | 1    | Atlanta United   |
| 3  | D    | Aldo Corzo          | 20 maggio 1989 (35 anni)    | 51    | 0    | Universitario    |
| 4  | D    | Anderson Santamaría | 10 gennaio 1992 (32 anni)   | 28    | 0    | Atlas            |
| 5  | D    | Carlos Zambrano     | 10 luglio 1989 (34 anni)    | 72    | 4    | Alianza Lima     |
| 6  | D    | Marcos López        | 20 novembre 1999 (24 anni)  | 35    | 0    | Feyenoord        |
| 7  | A    | Andy Polo           | 29 settembre 1994 (29 anni) | 45    | 1    | Universitario    |
| 8  | C    | Sergio Peña         | 28 settembre 1995 (28 anni) | 38    | 4    | Malmö FF         |
| 9  | A    | Paolo Guerrero      | 1º gennaio 1984 (40 anni)   | 119   | 39   | U. César Vallejo |
| 10 | C    | Christian Cueva     | 23 novembre 1991 (32 anni)  | 98    | 16   | svincolato       |
| 11 | A    | Bryan Reyna         | 23 agosto 1998 (25 anni)    | 10    | 2    | Belgrano         |
| 12 | P    | Carlos Cáceda       | 27 settembre 1991 (32 anni) | 8     | -3   | Melgar           |
| 13 | C    | Jesús Castillo      | 11 giugno 2001 (23 anni)    | 9     | 1    | Gil Vicente      |
| 14 | A    | Gianluca Lapadula   | 7 febbraio 1990 (34 anni)   | 33    | 9    | Cagliari         |
| 15 | D    | Miguel Araujo       | 24 ottobre 1994 (29 anni)   | 32    | 0    | Portland Timbers |
| 16 | C    | Wilder Cartagena    | 23 settembre 1994 (29 anni) | 33    | 0    | Orlando City     |
| 17 | D    | Luis Advíncula      | 2 marzo 1990 (34 anni)      | 118   | 2    | Boca Juniors     |
| 18 | A    | André Carrillo      | 14 giugno 1991 (33 anni)    | 99    | 11   | Al-Qadisiya      |
| 19 | D    | Oliver Sonne        | 10 novembre 2000 (23 anni)  | 3     | 0    | Silkeborg        |
| 20 | A    | Edison Flores       | 15 marzo 1994 (30 anni)     | 73    | 16   | Universitario    |
| 21 | P    | Diego Romero        | 17 agosto 2001 (22 anni)    | 0     | 0    | Universitario    |
| 22 | D    | Alexander Callens   | 4 maggio 1992 (32 anni)     | 41    | 1    | Girona           |
| 23 | C    | Piero Quispe        | 14 agosto 2001 (22 anni)    | 6     | 1    | Pumas UNAM       |
| 24 | A    | José Rivera         | 8 maggio 1997 (27 anni)     | 3     | 0    | Universitario    |
| 25 | A    | Joao Grimaldo       | 20 febbraio 2003 (21 anni)  | 7     | 1    | Sporting Cristal |
| 26 | A    | Franco Zanelatto    | 9 maggio 2000 (24 anni)     | 4     | 0    | Alianza Lima     |

### Cile
Lista dei pre-convocati resa nota il 5 maggio 2024. Il 13 giugno viene annunciata la lista definitiva dei convocati.
Commissario tecnico:  Ricardo Gareca
| N. | Pos. | Giocatore            | Data nascita (età)          | Pres. | Reti | Squadra              |
| -- | ---- | -------------------- | --------------------------- | ----- | ---- | -------------------- |
| 1  | P    | Claudio Bravo        | 13 aprile 1983 (41 anni)    | 148   | -167 | Betis                |
| 2  | D    | Gabriel Suazo        | 9 agosto 1997 (26 anni)     | 25    | 0    | Tolosa               |
| 3  | D    | Guillermo Maripán    | 6 maggio 1994 (30 anni)     | 47    | 2    | Monaco               |
| 4  | D    | Mauricio Isla        | 12 giugno 1988 (36 anni)    | 139   | 5    | Independiente        |
| 5  | D    | Paulo Díaz           | 25 agosto 1994 (29 anni)    | 46    | 1    | River Plate          |
| 6  | D    | Thomas Galdames      | 20 novembre 1998 (25 anni)  | 0     | 0    | Godoy Cruz           |
| 7  | C    | Marcelino Núñez      | 1º marzo 2000 (24 anni)     | 25    | 5    | Norwich City         |
| 8  | C    | Darío Osorio         | 24 gennaio 2004 (20 anni)   | 8     | 1    | Midtjylland          |
| 9  | A    | Víctor Dávila        | 4 novembre 1997 (26 anni)   | 11    | 3    | CSKA Mosca           |
| 10 | A    | Alexis Sánchez       | 19 dicembre 1988 (35 anni)  | 163   | 51   | Inter                |
| 11 | A    | Eduardo Vargas       | 20 novembre 1989 (34 anni)  | 109   | 42   | Atlético Mineiro     |
| 12 | P    | Gabriel Arias        | 13 settembre 1987 (36 anni) | 16    | -17  | Racing Club          |
| 13 | C    | Erick Pulgar         | 15 gennaio 1994 (30 anni)   | 49    | 4    | Flamengo             |
| 14 | A    | Cristián Zavala      | 3 agosto 1999 (24 anni)     | 3     | 0    | Colo-Colo            |
| 15 | C    | Diego Valdés         | 30 gennaio 1994 (30 anni)   | 31    | 2    | América              |
| 16 | D    | Igor Lichnovsky      | 7 marzo 1994 (30 anni)      | 10    | 0    | América              |
| 17 | C    | Esteban Pavez        | 1º maggio 1990 (34 anni)    | 13    | 0    | Colo-Colo            |
| 18 | C    | Rodrigo Echeverría   | 17 aprile 1995 (29 anni)    | 11    | 1    | Huracán              |
| 19 | A    | Marcos Bolados       | 28 febbraio 1996 (28 anni)  | 7     | 2    | Colo-Colo            |
| 20 | A    | Maximiliano Guerrero | 15 gennaio 2000 (24 anni)   | 1     | 0    | Universidad de Chile |
| 21 | D    | Matías Catalán       | 19 agosto 1992 (31 anni)    | 7     | 0    | Talleres (C)         |
| 22 | A    | Ben Brereton         | 18 aprile 1999 (25 anni)    | 30    | 7    | Sheffield Utd        |
| 23 | P    | Brayan Cortés        | 11 marzo 1995 (29 anni)     | 16    | -17  | Colo-Colo            |
| 24 | C    | César Pérez          | 29 novembre 2002 (21 anni)  | 3     | 0    | Unión La Calera      |
| 25 | D    | Benjamín Kuscevic    | 2 maggio 1996 (28 anni)     | 8     | 0    | Fortaleza            |
| 26 | D    | Nicolás Fernández    | 3 agosto 1999 (24 anni)     | 2     | 0    | Audax Italiano       |

### Canada
Lista dei convocati resa nota il 15 giugno 2024. Il 16 giugno David Hoilett ha rinunciato alla convocazione a causa di un infortunio, al suo posto è stato convocato Joel Waterman.
Commissario tecnico:  Jesse Marsch
| N. | Pos. | Giocatore          | Data nascita (età)          | Pres. | Reti | Squadra             |
| -- | ---- | ------------------ | --------------------------- | ----- | ---- | ------------------- |
| 1  | P    | Dayne St. Clair    | 9 maggio 1997 (27 anni)     | 5     | -10  | Minnesota Utd       |
| 2  | D    | Alistair Johnston  | 8 ottobre 1998 (25 anni)    | 42    | 1    | Celtic              |
| 3  | D    | Luc de Fougerolles | 12 ottobre 2005 (18 anni)   | 1     | 0    | Fulham              |
| 4  | D    | Kamal Miller       | 16 maggio 1997 (27 anni)    | 43    | 0    | Portland Timbers    |
| 5  | D    | Joel Waterman      | 24 gennaio 1996 (28 anni)   | 3     | 0    | CF Montréal         |
| 6  | C    | Samuel Piette      | 12 novembre 1994 (29 anni)  | 69    | 0    | CF Montréal         |
| 7  | C    | Stephen Eustáquio  | 21 dicembre 1996 (27 anni)  | 37    | 4    | Porto               |
| 8  | C    | Ismaël Koné        | 16 giugno 2002 (22 anni)    | 19    | 2    | Watford             |
| 9  | A    | Cyle Larin         | 17 aprile 1995 (29 anni)    | 68    | 29   | Maiorca             |
| 10 | A    | Jonathan David     | 14 gennaio 2000 (24 anni)   | 48    | 26   | Lilla               |
| 11 | A    | Theo Bair          | 27 agosto 1999 (24 anni)    | 2     | 1    | Motherwell          |
| 12 | A    | Jacen Russell-Rowe | 13 settembre 2002 (21 anni) | 5     | 0    | Columbus Crew       |
| 13 | D    | Derek Cornelius    | 25 novembre 1997 (26 anni)  | 20    | 0    | Malmö FF            |
| 14 | A    | Jacob Shaffelburg  | 26 novembre 1999 (24 anni)  | 10    | 2    | Nashville           |
| 15 | D    | Moïse Bombito      | 30 marzo 2000 (24 anni)     | 6     | 0    | Colorado Rapids     |
| 16 | P    | Maxime Crépeau     | 11 aprile 1994 (30 anni)    | 17    | -14  | Portland Timbers    |
| 17 | A    | Tajon Buchanan     | 8 febbraio 1999 (25 anni)   | 38    | 4    | Inter               |
| 18 | P    | Tom McGill         | 25 marzo 2000 (24 anni)     | 0     | 0    | Brighton            |
| 19 | D    | Alphonso Davies    | 2 novembre 2000 (23 anni)   | 47    | 15   | Bayern Monaco       |
| 20 | D    | Ali Ahmed          | 10 ottobre 2000 (23 anni)   | 4     | 0    | Vancouver Whitecaps |
| 21 | C    | Jonathan Osorio    | 12 giugno 1992 (32 anni)    | 72    | 9    | Toronto FC          |
| 22 | D    | Richie Laryea      | 7 gennaio 1995 (29 anni)    | 49    | 1    | Toronto FC          |
| 23 | A    | Liam Millar        | 27 settembre 1999 (24 anni) | 26    | 1    | Preston N.E.        |
| 24 | C    | Mathieu Choinière  | 7 febbraio 1999 (25 anni)   | 3     | 0    | CF Montréal         |
| 25 | A    | Tani Oluwaseyi     | 15 maggio 2000 (24 anni)    | 1     | 0    | Minnesota Utd       |
| 26 | D    | Kyle Hiebert       | 30 luglio 1997 (26 anni)    | 2     | 0    | St. Louis City      |

## Gruppo B

### Messico
Lista dei pre-convocati resa nota il 10 maggio 2024. L'11 giugno Lozano effettua un "taglio", escludendo Alexis Francisco Peña, Jordán Carrillo, Andrés Montaño, Fernando Beltrán e Víctor Guzmán. Il 14 giugno viene annunciata la lista definitiva dei convocati.
Commissario tecnico:  Jaime Lozano
| N. | Pos. | Giocatore                | Data nascita (età)          | Pres. | Reti | Squadra       |
| -- | ---- | ------------------------ | --------------------------- | ----- | ---- | ------------- |
| 1  | P    | Julio José González      | 23 aprile 1991 (33 anni)    | 2     | -3   | Pumas UNAM    |
| 2  | D    | Jorge Sánchez            | 10 dicembre 1997 (26 anni)  | 41    | 1    | Porto         |
| 3  | D    | César Montes             | 24 febbraio 1997 (27 anni)  | 44    | 1    | Almería       |
| 4  | C    | Edson Álvarez            | 24 ottobre 1997 (26 anni)   | 78    | 5    | West Ham Utd  |
| 5  | D    | Johan Vásquez            | 22 ottobre 1998 (25 anni)   | 23    | 1    | Genoa         |
| 6  | D    | Gerardo Arteaga          | 7 settembre 1998 (25 anni)  | 24    | 1    | Monterrey     |
| 7  | C    | Luis Romo                | 5 giugno 1995 (29 anni)     | 46    | 3    | Monterrey     |
| 8  | C    | Carlos Alberto Rodríguez | 3 gennaio 1997 (27 anni)    | 50    | 0    | Cruz Azul     |
| 9  | A    | Julián Quiñones          | 24 marzo 1997 (27 anni)     | 5     | 2    | América       |
| 10 | A    | Alexis Vega              | 25 novembre 1997 (26 anni)  | 29    | 6    | Toluca        |
| 11 | A    | Santiago Giménez         | 18 aprile 2001 (23 anni)    | 27    | 4    | Feyenoord     |
| 12 | P    | Carlos Acevedo           | 19 aprile 1996 (28 anni)    | 6     | -4   | Santos Laguna |
| 13 | D    | Jesús Orozco             | 19 febbraio 2002 (22 anni)  | 3     | 0    | Guadalajara   |
| 14 | C    | Erick Sánchez            | 27 settembre 1999 (24 anni) | 27    | 3    | Pachuca       |
| 15 | C    | Uriel Antuna             | 21 agosto 1997 (26 anni)    | 61    | 13   | Cruz Azul     |
| 16 | C    | Jordi Cortizo            | 30 giugno 1996 (27 anni)    | 4     | 0    | Monterrey     |
| 17 | C    | Orbelín Pineda           | 24 marzo 1996 (28 anni)     | 70    | 10   | AEK Atene     |
| 18 | C    | Marcelo Flores           | 1º ottobre 2003 (20 anni)   | 3     | 0    | Tigres UANL   |
| 19 | D    | Israel Reyes             | 23 maggio 2000 (24 anni)    | 15    | 2    | América       |
| 20 | D    | Brian García             | 31 ottobre 1997 (26 anni)   | 2     | 0    | Toluca        |
| 21 | A    | César Huerta             | 3 dicembre 2000 (23 anni)   | 8     | 1    | Pumas UNAM    |
| 22 | A    | Guillermo Martínez Ayala | 15 marzo 1995 (29 anni)     | 3     | 2    | Pumas UNAM    |
| 23 | P    | Raúl Rangel              | 25 febbraio 2000 (24 anni)  | 1     | -4   | Guadalajara   |
| 24 | C    | Luis Chávez              | 15 gennaio 1996 (28 anni)   | 31    | 4    | Dinamo Mosca  |
| 25 | C    | Roberto Alvarado         | 7 settembre 1998 (25 anni)  | 44    | 5    | Guadalajara   |
| 26 | D    | Bryan González           | 10 aprile 2003 (21 anni)    | 1     | 0    | Pachuca       |

### Ecuador
Lista dei convocati resa nota il 29 maggio 2024.
Commissario tecnico:  Félix Sánchez Bas
| N. | Pos. | Giocatore            | Data nascita (età)         | Pres. | Reti | Squadra                 |
| -- | ---- | -------------------- | -------------------------- | ----- | ---- | ----------------------- |
| 1  | P    | Hernán Galíndez      | 30 marzo 1987 (37 anni)    | 19    | -20  | Huracán                 |
| 2  | D    | Félix Torres Caicedo | 11 gennaio 1997 (27 anni)  | 33    | 5    | Corinthians             |
| 3  | D    | Piero Hincapié       | 9 gennaio 2002 (22 anni)   | 33    | 2    | Bayer Leverkusen        |
| 4  | D    | Joel Ordóñez         | 21 aprile 2004 (20 anni)   | 2     | 0    | Club Bruges             |
| 5  | C    | José Cifuentes       | 12 marzo 1999 (25 anni)    | 21    | 0    | Cruzeiro                |
| 6  | D    | Willian Pacho        | 16 ottobre 2001 (22 anni)  | 12    | 2    | Eintracht Francoforte   |
| 7  | D    | Layan Loor           | 23 maggio 2001 (23 anni)   | 1     | 0    | Universidad Católica    |
| 8  | C    | Carlos Gruezo        | 19 aprile 1995 (29 anni)   | 59    | 1    | S.J. Earthquakes        |
| 9  | C    | John Yeboah          | 23 giugno 2000 (23 anni)   | 3     | 2    | Raków Częstochowa       |
| 10 | C    | Kendry Páez          | 4 maggio 2007 (17 anni)    | 9     | 1    | Independiente del Valle |
| 11 | A    | Kevin Rodríguez      | 4 marzo 2000 (24 anni)     | 13    | 1    | Union Saint-Gilloise    |
| 12 | P    | Wellington Ramírez   | 9 settembre 2000 (23 anni) | 6     | -6   | Independiente del Valle |
| 13 | A    | Enner Valencia       | 4 novembre 1989 (34 anni)  | 86    | 41   | Internacional           |
| 14 | C    | Alan Minda           | 14 maggio 2003 (21 anni)   | 4     | 0    | Cercle Bruges           |
| 15 | C    | Ángel Mena           | 21 gennaio 1988 (36 anni)  | 59    | 8    | León                    |
| 16 | C    | Jeremy Sarmiento     | 16 giugno 2002 (22 anni)   | 17    | 1    | Ipswich Town            |
| 17 | D    | Angelo Preciado      | 18 febbraio 1998 (26 anni) | 39    | 0    | Sparta Praga            |
| 18 | C    | Julio Joao Ortiz     | 1º maggio 1996 (28 anni)   | 9     | 0    | Independiente del Valle |
| 19 | A    | Jordy Caicedo        | 18 novembre 1997 (26 anni) | 14    | 3    | Atlas                   |
| 20 | C    | Janner Corozo        | 8 settembre 1995 (28 anni) | 4     | 1    | Barcelona SC            |
| 21 | C    | Alan Franco Palma    | 21 agosto 1998 (25 anni)   | 36    | 1    | Atlético Mineiro        |
| 22 | P    | Alexander Domínguez  | 5 giugno 1987 (37 anni)    | 74    | -73  | LDU Quito               |
| 23 | C    | Moisés Caicedo       | 2 novembre 2001 (22 anni)  | 42    | 3    | Chelsea                 |
| 24 | D    | José Hurtado         | 23 dicembre 2001 (22 anni) | 8     | 0    | RB Bragantino           |
| 25 | D    | Jackson Porozo       | 4 agosto 2000 (23 anni)    | 8     | 0    | Kasımpaşa               |
| 26 | D    | Andrés Micolta       | 6 luglio 1999 (24 anni)    | 1     | 0    | Pachuca                 |

### Venezuela
Lista dei pre-convocati resa nota il 17 maggio 2024. Il 28 maggio Batista effettua un "taglio", riducendo la rosa a 30 giocatori. Il 15 giugno viene annunciata la lista definitiva dei convocati.
Commissario tecnico:  Fernando Batista
| N. | Pos. | Giocatore             | Data nascita (età)          | Pres. | Reti | Squadra              |
| -- | ---- | --------------------- | --------------------------- | ----- | ---- | -------------------- |
| 1  | P    | Joel Graterol         | 13 febbraio 1997 (27 anni)  | 12    | -14  | América de Cali      |
| 2  | D    | Nahuel Ferraresi      | 19 novembre 1998 (25 anni)  | 25    | 1    | San Paolo            |
| 3  | D    | Yordan Osorio         | 10 maggio 1994 (30 anni)    | 29    | 0    | Parma                |
| 4  | D    | Jon Aramburu          | 23 luglio 2002 (21 anni)    | 3     | 0    | Real Sociedad        |
| 5  | D    | Jhon Chancellor       | 2 gennaio 1992 (32 anni)    | 37    | 3    | Metropolitanos       |
| 6  | C    | Yangel Herrera        | 7 gennaio 1998 (26 anni)    | 34    | 3    | Girona               |
| 7  | C    | Jefferson Savarino    | 11 novembre 1996 (27 anni)  | 38    | 3    | Botafogo             |
| 8  | C    | Tomás Rincón          | 13 gennaio 1988 (36 anni)   | 132   | 1    | Santos               |
| 9  | A    | Jhonder Cádiz         | 29 luglio 1995 (28 anni)    | 7     | 0    | Famalicão            |
| 10 | C    | Yeferson Soteldo      | 30 giugno 1997 (26 anni)    | 38    | 4    | Grêmio               |
| 11 | C    | Darwin Machís         | 7 febbraio 1993 (31 anni)   | 45    | 11   | Cadice               |
| 12 | P    | José Contreras Verna  | 20 ottobre 1994 (29 anni)   | 6     | -9   | Águilas Doradas      |
| 13 | C    | José Andrés Martínez  | 7 settembre 1994 (29 anni)  | 28    | 0    | Philadelphia Union   |
| 14 | D    | Christian Makoun      | 5 marzo 2000 (24 anni)      | 10    | 0    | Anorthōsis           |
| 15 | D    | Miguel Ángel Navarro  | 26 febbraio 1999 (25 anni)  | 11    | 0    | Talleres (C)         |
| 16 | C    | Telasco Segovia       | 2 aprile 2003 (21 anni)     | 2     | 0    | Casa Pia             |
| 17 | C    | Matías Lacava         | 24 ottobre 2002 (21 anni)   | 0     | 0    | Vizela               |
| 18 | C    | Cristian Cásseres Jr. | 20 gennaio 2000 (24 anni)   | 28    | 0    | Tolosa               |
| 19 | A    | Eric Ramírez          | 20 novembre 1998 (25 anni)  | 9     | 1    | Atlético Nacional    |
| 20 | D    | Wilker Ángel          | 18 marzo 1993 (31 anni)     | 36    | 2    | Criciúma             |
| 21 | D    | Alexander González    | 13 novembre 1992 (31 anni)  | 68    | 2    | Emelec               |
| 22 | P    | Rafael Romo           | 25 febbraio 1990 (34 anni)  | 21    | -19  | Universidad Católica |
| 23 | A    | Salomón Rondón        | 16 settembre 1989 (34 anni) | 104   | 41   | Pachuca              |
| 24 | C    | Kervin Andrade        | 13 aprile 2005 (19 anni)    | 1     | 0    | Fortaleza            |
| 25 | C    | Eduard Bello          | 20 agosto 1995 (28 anni)    | 14    | 2    | Mazatlán             |
| 26 | C    | Daniel Pereira        | 14 luglio 2000 (23 anni)    | 4     | 0    | Austin FC            |

### Giamaica
Lista dei convocati resa nota il 12 giugno 2024. Il 13 giugno Leon Bailey rinuncia alla convocazione per dei dissidi con la Jamaica Football Federation, riducendo la rosa a 25 giocatori.
Commissario tecnico:  Heimir Hallgrímsson
| N. | Pos. | Giocatore           | Data nascita (età)          | Pres. | Reti | Squadra            |
| -- | ---- | ------------------- | --------------------------- | ----- | ---- | ------------------ |
| 1  | P    | Shaquan Davis       | 11 novembre 2000 (23 anni)  | 0     | 0    | Mount Pleasant     |
| 2  | D    | Dexter Lembikisa    | 4 novembre 2003 (20 anni)   | 17    | 1    | Hearts             |
| 3  | D    | Michael Hector      | 19 luglio 1992 (31 anni)    | 40    | 0    | Charlton           |
| 4  | D    | Richard King        | 27 novembre 2001 (22 anni)  | 17    | 0    | Cavalier           |
| 5  | D    | Ethan Pinnock       | 29 maggio 1993 (31 anni)    | 10    | 0    | Brentford          |
| 6  | D    | Di'Shon Bernard     | 14 ottobre 2000 (23 anni)   | 15    | 1    | Sheffield Weds     |
| 7  | A    | Demarai Gray        | 28 giugno 1996 (27 anni)    | 11    | 5    | Al-Ettifaq         |
| 8  | A    | Kaheim Dixon        | 4 ottobre 2004 (19 anni)    | 3     | 1    | Arnett Gardens     |
| 9  | A    | Michail Antonio     | 28 marzo 1990 (34 anni)     | 15    | 3    | West Ham Utd       |
| 10 | C    | Bobby Reid          | 2 febbraio 1993 (31 anni)   | 31    | 6    | Fulham             |
| 11 | A    | Shamar Nicholson    | 16 febbraio 1997 (27 anni)  | 47    | 19   | Clermont Foot      |
| 12 | D    | Wes Harding         | 20 ottobre 1996 (27 anni)   | 2     | 0    | Millwall           |
| 13 | P    | Coniah Boyce-Clarke | 1º marzo 2003 (21 anni)     | 1     | 0    | Reading            |
| 14 | C    | Kasey Palmer        | 9 novembre 1996 (27 anni)   | 6     | 0    | Coventry City      |
| 15 | C    | Joël Latibeaudiere  | 6 gennaio 2000 (24 anni)    | 14    | 0    | Coventry City      |
| 16 | C    | Karoy Anderson      | 1º ottobre 2004 (19 anni)   | 6     | 0    | Charlton           |
| 17 | D    | Damion Lowe         | 5 maggio 1993 (31 anni)     | 61    | 3    | Philadelphia Union |
| 18 | C    | Alex Marshall       | 24 febbraio 1998 (26 anni)  | 14    | 0    | Portmore Utd       |
| 19 | C    | Kevon Lambert       | 22 marzo 1997 (27 anni)     | 27    | 0    | Real Salt Lake     |
| 20 | A    | Renaldo Cephas      | 8 dicembre 1999 (24 anni)   | 5     | 0    | Ankaragücü         |
| 21 | D    | Jon Bell            | 26 agosto 1997 (26 anni)    | 1     | 0    | Seattle Sounders   |
| 22 | D    | Greg Leigh          | 30 settembre 1994 (29 anni) | 16    | 1    | Oxford Utd         |
| 23 | P    | Jahmali Waite       | 24 dicembre 1998 (25 anni)  | 10    | -8   | El Paso Locomotive |
| 24 | P    | Andre Blake         | 21 novembre 1990 (33 anni)  | 72    | 0    | Philadelphia Union |
| 25 | D    | Amari'i Bell        | 5 maggio 1994 (30 anni)     | 16    | 1    | Luton Town         |

## Gruppo C

### Stati Uniti
Lista dei convocati resa nota il 14 giugno 2024.
Commissario tecnico:  Gregg Berhalter
| N. | Pos. | Giocatore              | Data nascita (età)          | Pres. | Reti | Squadra             |
| -- | ---- | ---------------------- | --------------------------- | ----- | ---- | ------------------- |
| 1  | P    | Matt Turner            | 24 giugno 1994 (29 anni)    | 41    | -27  | Nottingham Forest   |
| 2  | D    | Cameron Carter-Vickers | 31 dicembre 1997 (26 anni)  | 17    | 0    | Celtic              |
| 3  | D    | Chris Richards         | 28 marzo 2000 (24 anni)     | 18    | 1    | Crystal Palace      |
| 4  | C    | Tyler Adams            | 14 febbraio 1999 (25 anni)  | 39    | 2    | Bournemouth         |
| 5  | D    | Antonee Robinson       | 8 agosto 1997 (26 anni)     | 43    | 4    | Fulham              |
| 6  | C    | Yunus Musah            | 29 novembre 2002 (21 anni)  | 37    | 0    | Milan               |
| 7  | C    | Giovanni Reyna         | 13 novembre 2002 (21 anni)  | 28    | 8    | Borussia Dortmund   |
| 8  | C    | Weston McKennie        | 28 agosto 1998 (25 anni)    | 53    | 11   | Juventus            |
| 9  | A    | Ricardo Pepi           | 9 gennaio 2003 (21 anni)    | 25    | 10   | PSV                 |
| 10 | A    | Christian Pulisic      | 18 settembre 1998 (25 anni) | 68    | 29   | Milan               |
| 11 | A    | Brenden Aaronson       | 22 ottobre 2000 (23 anni)   | 41    | 8    | Union Berlino       |
| 12 | D    | Miles Robinson         | 14 marzo 1997 (27 anni)     | 29    | 3    | FC Cincinnati       |
| 13 | D    | Tim Ream               | 5 ottobre 1987 (36 anni)    | 58    | 1    | Fulham              |
| 14 | C    | Luca de la Torre       | 23 maggio 1998 (26 anni)    | 21    | 0    | Celta Vigo          |
| 15 | C    | Johnny Cardoso         | 20 settembre 2001 (22 anni) | 13    | 0    | Betis               |
| 16 | D    | Shaquell Moore         | 2 novembre 1996 (27 anni)   | 19    | 1    | Nashville           |
| 17 | C    | Malik Tillman          | 28 maggio 2002 (22 anni)    | 11    | 0    | PSV                 |
| 18 | P    | Ethan Horvath          | 9 giugno 1995 (29 anni)     | 9     | -6   | Cardiff City        |
| 19 | A    | Haji Wright            | 27 marzo 1998 (26 anni)     | 10    | 4    | Coventry City       |
| 20 | A    | Folarin Balogun        | 3 luglio 2001 (22 anni)     | 12    | 3    | Monaco              |
| 21 | A    | Timothy Weah           | 22 febbraio 2000 (24 anni)  | 39    | 6    | Juventus            |
| 22 | D    | Joe Scally             | 31 dicembre 2002 (21 anni)  | 11    | 0    | Borussia M'gladbach |
| 23 | D    | Kristoffer Lund        | 14 maggio 2002 (22 anni)    | 3     | 0    | Palermo             |
| 24 | D    | Mark McKenzie          | 25 febbraio 1999 (25 anni)  | 13    | 0    | Genk                |
| 25 | P    | Sean Johnson           | 31 maggio 1989 (35 anni)    | 13    | -2   | Toronto FC          |
| 26 | A    | Josh Sargent           | 20 febbraio 2000 (24 anni)  | 23    | 5    | Norwich City        |

### Uruguay
Lista dei convocati resa nota l'8 giugno 2024.
Commissario tecnico:  Marcelo Bielsa
| N. | Pos. | Giocatore              | Data nascita (età)         | Pres. | Reti | Squadra             |
| -- | ---- | ---------------------- | -------------------------- | ----- | ---- | ------------------- |
| 1  | P    | Sergio Rochet          | 23 marzo 1993 (31 anni)    | 19    | -8   | Internacional       |
| 2  | D    | José Giménez           | 20 gennaio 1995 (29 anni)  | 84    | 8    | Atlético Madrid     |
| 3  | D    | Sebastián Cáceres      | 18 agosto 1999 (24 anni)   | 12    | 0    | América             |
| 4  | D    | Ronald Araújo          | 7 marzo 1999 (25 anni)     | 16    | 1    | Barcellona          |
| 5  | C    | Manuel Ugarte          | 11 aprile 2001 (23 anni)   | 16    | 0    | Paris Saint-Germain |
| 6  | C    | Rodrigo Bentancur      | 25 giugno 1997 (26 anni)   | 59    | 1    | Tottenham           |
| 7  | C    | Nicolás De La Cruz     | 1º giugno 1997 (27 anni)   | 26    | 5    | Flamengo            |
| 8  | C    | Nahitan Nández         | 28 dicembre 1995 (28 anni) | 56    | 0    | Cagliari            |
| 9  | A    | Luis Suárez            | 24 gennaio 1987 (37 anni)  | 138   | 68   | Inter Miami         |
| 10 | C    | Giorgian De Arrascaeta | 1º giugno 1994 (30 anni)   | 46    | 10   | Flamengo            |
| 11 | A    | Facundo Pellistri      | 20 dicembre 2001 (22 anni) | 20    | 1    | Granada             |
| 12 | P    | Franco Israel          | 22 aprile 2000 (24 anni)   | 1     | -1   | Sporting Lisbona    |
| 13 | D    | Guillermo Varela       | 24 marzo 1993 (31 anni)    | 15    | 0    | Flamengo            |
| 14 | C    | Agustín Canobbio       | 1º ottobre 1998 (25 anni)  | 12    | 1    | Athl. Paranaense    |
| 15 | C    | Federico Valverde      | 22 luglio 1998 (25 anni)   | 56    | 6    | Real Madrid         |
| 16 | D    | Mathías Olivera        | 31 ottobre 1997 (26 anni)  | 18    | 1    | Napoli              |
| 17 | D    | Matías Viña            | 9 novembre 1997 (26 anni)  | 36    | 0    | Flamengo            |
| 18 | A    | Brian Rodríguez        | 20 maggio 2000 (24 anni)   | 23    | 4    | América             |
| 19 | A    | Darwin Núñez           | 24 giugno 1999 (24 anni)   | 23    | 11   | Liverpool           |
| 20 | A    | Maximiliano Araújo     | 15 febbraio 2000 (24 anni) | 8     | 1    | Toluca              |
| 21 | C    | Emiliano Martínez      | 17 agosto 1999 (24 anni)   | 2     | 0    | Midtjylland         |
| 22 | D    | Nicolás Marichal       | 17 marzo 2001 (23 anni)    | 1     | 0    | Dinamo Mosca        |
| 23 | P    | Santiago Mele          | 6 settembre 1997 (26 anni) | 4     | -5   | Atlético Junior     |
| 24 | D    | Lucas Olaza            | 24 luglio 1994 (29 anni)   | 3     | 0    | Krasnodar           |
| 25 | A    | Cristian Olivera       | 17 aprile 2002 (22 anni)   | 3     | 0    | Los Angeles FC      |
| 26 | A    | Brian Ocampo           | 25 giugno 1999 (24 anni)   | 1     | 0    | Cadice              |

### Panama
Lista dei convocati resa nota il 14 giugno 2024. Il 18 giugno Aníbal Godoy ha rinunciato alla convocazione a causa di un infortunio, al suo posto è stato convocato Harold Cummings.
Commissario tecnico:  Thomas Christiansen
| N. | Pos. | Giocatore               | Data nascita (età)          | Pres. | Reti | Squadra              |
| -- | ---- | ----------------------- | --------------------------- | ----- | ---- | -------------------- |
| 1  | P    | Luis Mejía              | 16 marzo 1991 (33 anni)     | 53    | --62 | Nacional             |
| 2  | D    | César Blackman          | 2 aprile 1998 (26 anni)     | 20    | 0    | Slovan Bratislava    |
| 3  | D    | José Córdoba            | 3 giugno 2001 (23 anni)     | 14    | 0    | Norwich City         |
| 4  | D    | Eduardo Anderson        | 31 gennaio 2001 (23 anni)   | 6     | 0    | Saprissa             |
| 5  | C    | Abdiel Ayarza           | 12 settembre 1992 (31 anni) | 27    | 4    | Cienciano            |
| 6  | C    | Cristian Jesús Martínez | 6 febbraio 1997 (27 anni)   | 39    | 1    | Al-Jandal            |
| 7  | C    | José Luis Rodríguez     | 19 giugno 1998 (26 anni)    | 47    | 6    | Famalicão            |
| 8  | C    | Adalberto Carrasquilla  | 28 novembre 1998 (25 anni)  | 53    | 2    | Houston Dynamo       |
| 9  | A    | Eduardo Guerrero        | 21 febbraio 2000 (24 anni)  | 9     | 0    | Zorja                |
| 10 | C    | Yoel Bárcenas           | 23 ottobre 1993 (30 anni)   | 83    | 7    | Mazatlán             |
| 11 | A    | Ismael Díaz             | 12 maggio 1997 (27 anni)    | 36    | 9    | Universidad Católica |
| 12 | P    | César Samudio           | 26 marzo 1994 (30 anni)     | 4     | -4   | Marathón             |
| 13 | C    | Freddy Góndola          | 18 settembre 1995 (28 anni) | 18    | 1    | Maccabi Bnei Reineh  |
| 14 | C    | Jovani Welch            | 7 dicembre 1999 (24 anni)   | 15    | 1    | Académico de Viseu   |
| 15 | D    | Eric Davis              | 31 marzo 1991 (33 anni)     | 87    | 7    | FC Košice            |
| 16 | C    | Carlos Harvey           | 3 febbraio 2000 (24 anni)   | 5     | 1    | Minnesota Utd        |
| 17 | A    | José Fajardo            | 18 agosto 1993 (30 anni)    | 46    | 9    | Universidad Católica |
| 18 | D    | Omar Valencia           | 8 giugno 2004 (20 anni)     | 2     | 0    | N.Y. Red Bulls       |
| 19 | D    | Iván Anderson           | 24 novembre 1997 (26 anni)  | 11    | 1    | Fortaleza C.E.I.F.   |
| 20 | D    | Harold Cummings         | 1º marzo 1992 (32 anni)     | 81    | 1    | Xelajú MC            |
| 21 | C    | César Yanis             | 28 gennaio 1996 (28 anni)   | 44    | 3    | San Carlos           |
| 22 | P    | Orlando Mosquera        | 25 dicembre 1994 (29 anni)  | 24    | -26  | Maccabi Tel Aviv     |
| 23 | D    | Michael Murillo         | 11 febbraio 1996 (28 anni)  | 68    | 5    | Olympique Marsiglia  |
| 24 | D    | Edgardo Fariña          | 21 settembre 2001 (22 anni) | 3     | 0    | CSD Municipal        |
| 25 | D    | Roderick Miller         | 3 aprile 1992 (32 anni)     | 38    | 2    | Turan Tovuz          |
| 26 | C    | Kahiser Lenis           | 23 luglio 2000 (23 anni)    | 3     | 2    | Jaguares             |

### Bolivia
Lista dei pre-convocati resa nota il 2 giugno 2024. Il 3 giugno Efrain Morales ha rinunciato alla convocazione per problemi personali, al suo posto è stato convocato César Romero. Il 9 giugno Moisés Paniagua ha rinunciato alla convocazione poiché uno dei suoi genitori non ha ottenuto in tempo il visto per gli Stati Uniti. Il 17 giugno viene annunciata la lista definitiva dei convocati.
Commissario tecnico:  Antônio Carlos Zago
| N. | Pos. | Giocatore          | Data nascita (età)         | Pres. | Reti | Squadra             |
| -- | ---- | ------------------ | -------------------------- | ----- | ---- | ------------------- |
| 1  | P    | Carlos Lampe       | 17 marzo 1987 (37 anni)    | 55    | -103 | Bolívar             |
| 2  | D    | Jesús Sagredo      | 10 marzo 1994 (30 anni)    | 9     | 0    | Bolívar             |
| 3  | D    | Diego Medina       | 13 gennaio 2002 (22 anni)  | 13    | 0    | Always Ready        |
| 4  | D    | Luis Haquín        | 15 novembre 1997 (26 anni) | 34    | 1    | Ponte Preta         |
| 5  | D    | Adrián Jusino      | 9 luglio 1992 (31 anni)    | 36    | 0    | The Strongest       |
| 6  | C    | Leonel Justiniano  | 2 luglio 1992 (31 anni)    | 50    | 2    | Bolívar             |
| 7  | C    | Miguel Terceros    | 25 aprile 2004 (20 anni)   | 12    | 1    | Santos              |
| 8  | A    | Jaume Cuéllar      | 23 agosto 2001 (22 anni)   | 8     | 0    | Barcellona          |
| 9  | A    | César Menacho      | 9 agosto 1999 (24 anni)    | 4     | 0    | Blooming            |
| 10 | C    | Ramiro Vaca        | 1º luglio 1999 (24 anni)   | 34    | 4    | Bolívar             |
| 11 | A    | Carmelo Algarañaz  | 27 gennaio 1996 (28 anni)  | 23    | 2    | Bolívar             |
| 12 | P    | Gustavo Almada     | 29 aprile 1994 (30 anni)   | 0     | 0    | Universitario Vinto |
| 13 | A    | Lucas Chávez       | 17 aprile 2003 (21 anni)   | 3     | 0    | Bolívar             |
| 14 | C    | Robson Tomé        | 18 maggio 2002 (22 anni)   | 2     | 0    | Always Ready        |
| 15 | C    | Gabriel Villamil   | 28 giugno 2001 (22 anni)   | 17    | 0    | LDU Quito           |
| 16 | D    | Boris Cespedes     | 19 giugno 1995 (29 anni)   | 17    | 1    | Yverdon             |
| 17 | D    | Roberto Fernández  | 12 luglio 1999 (24 anni)   | 35    | 1    | Baltika             |
| 18 | A    | Rodrigo Ramallo    | 14 ottobre 1990 (33 anni)  | 40    | 7    | The Strongest       |
| 19 | A    | Bruno Miranda      | 10 febbraio 1998 (26 anni) | 18    | 2    | The Strongest       |
| 20 | C    | Fernando Saucedo   | 15 marzo 1990 (34 anni)    | 24    | 1    | Bolívar             |
| 21 | D    | José Sagredo       | 10 marzo 1994 (30 anni)    | 54    | 1    | Bolívar             |
| 22 | C    | Héctor Cuéllar     | 16 agosto 2000 (23 anni)   | 8     | 0    | Always Ready        |
| 23 | P    | Guillermo Viscarra | 7 febbraio 1993 (31 anni)  | 21    | -39  | The Strongest       |
| 24 | D    | Marcelo Suárez     | 29 agosto 2001 (22 anni)   | 8     | 0    | Always Ready        |
| 25 | D    | Yomar Rocha        | 21 giugno 2003 (20 anni)   | 3     | 0    | Bolívar             |
| 26 | C    | Adalid Terrazas    | 25 agosto 2000 (23 anni)   | 0     | 0    | Always Ready        |

## Gruppo D

### Brasile
Lista dei convocati resa nota il 10 maggio 2024. Il 19 maggio viene annunciata la lista definitiva dei convocati, aggiungendo 3 giocatori dopo che la CONMEBOL ha deciso di espandere le liste finali delle rose a 26 giocatori. Inoltre, Ederson ha rinunciato alla convocazione a causa di un infortunio, al suo posto è stato convocato Rafael.
Commissario tecnico:  Dorival Júnior
| N. | Pos. | Giocatore          | Data nascita (età)         | Pres. | Reti | Squadra             |
| -- | ---- | ------------------ | -------------------------- | ----- | ---- | ------------------- |
| 1  | P    | Alisson            | 2 ottobre 1992 (31 anni)   | 65    | -29  | Liverpool           |
| 2  | D    | Danilo             | 15 luglio 1991 (32 anni)   | 57    | 1    | Juventus            |
| 3  | D    | Éder Militão       | 18 gennaio 1998 (26 anni)  | 31    | 2    | Real Madrid         |
| 4  | D    | Marquinhos         | 14 maggio 1994 (30 anni)   | 85    | 7    | Paris Saint-Germain |
| 5  | C    | Bruno Guimarães    | 16 novembre 1997 (26 anni) | 22    | 1    | Newcastle Utd       |
| 6  | D    | Wendell            | 20 luglio 1993 (30 anni)   | 3     | 0    | Porto               |
| 7  | A    | Vinícius Júnior    | 12 luglio 2000 (23 anni)   | 30    | 3    | Real Madrid         |
| 8  | C    | Lucas Paquetá      | 27 agosto 1997 (26 anni)   | 46    | 10   | West Ham Utd        |
| 9  | A    | Endrick            | 21 luglio 2006 (17 anni)   | 6     | 3    | Palmeiras           |
| 10 | A    | Rodrygo            | 9 gennaio 2001 (23 anni)   | 23    | 6    | Real Madrid         |
| 11 | A    | Raphinha           | 14 dicembre 1996 (27 anni) | 23    | 6    | Barcellona          |
| 12 | P    | Bento              | 10 giugno 1999 (25 anni)   | 2     | -3   | Athl. Paranaense    |
| 13 | D    | Yan Couto          | 3 giugno 2002 (22 anni)    | 4     | 0    | Girona              |
| 14 | D    | Gabriel Magalhães  | 19 dicembre 1997 (26 anni) | 6     | 1    | Arsenal             |
| 15 | C    | João Gomes         | 12 febbraio 2001 (23 anni) | 4     | 0    | Wolverhampton       |
| 16 | D    | Guilherme Arana    | 14 aprile 1997 (27 anni)   | 7     | 0    | Atlético Mineiro    |
| 17 | D    | Lucas Beraldo      | 24 novembre 2003 (20 anni) | 3     | 0    | Paris Saint-Germain |
| 18 | C    | Douglas Luiz       | 9 maggio 1998 (26 anni)    | 15    | 0    | Aston Villa         |
| 19 | C    | Andreas Pereira    | 1º gennaio 1996 (28 anni)  | 5     | 1    | Fulham              |
| 20 | A    | Sávio              | 10 aprile 2004 (20 anni)   | 3     | 0    | Girona              |
| 21 | A    | Evanilson          | 6 ottobre 1999 (24 anni)   | 1     | 0    | Porto               |
| 22 | A    | Gabriel Martinelli | 18 giugno 2001 (23 anni)   | 11    | 2    | Arsenal             |
| 23 | P    | Rafael             | 23 giugno 1989 (34 anni)   | 0     | 0    | San Paolo           |
| 24 | C    | Éderson            | 7 luglio 1999 (24 anni)    | 1     | 0    | Atalanta            |
| 25 | D    | Bremer             | 18 marzo 1997 (27 anni)    | 5     | 0    | Juventus            |
| 26 | A    | Pepê               | 24 febbraio 1997 (27 anni) | 2     | 0    | Porto               |

### Colombia
Lista dei convocati resa nota il 14 giugno 2024.
Commissario tecnico:  Néstor Lorenzo
| N. | Pos. | Giocatore              | Data nascita (età)          | Pres. | Reti | Squadra        |
| -- | ---- | ---------------------- | --------------------------- | ----- | ---- | -------------- |
| 1  | P    | David Ospina           | 31 agosto 1988 (35 anni)    | 128   | -105 | Al-Nassr       |
| 2  | D    | Carlos Cuesta          | 9 marzo 1999 (25 anni)      | 14    | 0    | Genk           |
| 3  | D    | Jhon Lucumí            | 26 giugno 1998 (25 anni)    | 19    | 0    | Bologna        |
| 4  | D    | Santiago Arias         | 13 gennaio 1992 (32 anni)   | 57    | 0    | Bahia          |
| 5  | C    | Kevin Castaño          | 29 settembre 2000 (23 anni) | 9     | 0    | Krasnodar      |
| 6  | C    | Richard Ríos           | 2 giugno 2000 (24 anni)     | 7     | 1    | Palmeiras      |
| 7  | A    | Luis Díaz              | 13 gennaio 1997 (27 anni)   | 49    | 12   | Liverpool      |
| 8  | C    | Jorge Carrascal        | 25 maggio 1998 (26 anni)    | 14    | 2    | Dinamo Mosca   |
| 9  | A    | Miguel Borja           | 26 gennaio 1993 (31 anni)   | 28    | 8    | River Plate    |
| 10 | C    | James Rodríguez        | 12 luglio 1991 (32 anni)    | 100   | 27   | San Paolo      |
| 11 | C    | Jhon Arias             | 21 settembre 1997 (26 anni) | 15    | 3    | Fluminense     |
| 12 | P    | Camilo Vargas          | 9 marzo 1989 (35 anni)      | 23    | -20  | Atlas          |
| 13 | D    | Yerry Mina             | 24 settembre 1994 (29 anni) | 44    | 7    | Cagliari       |
| 14 | A    | Jhon Durán             | 13 dicembre 2003 (20 anni)  | 9     | 1    | Aston Villa    |
| 15 | C    | Mateus Uribe           | 21 marzo 1991 (33 anni)     | 55    | 6    | Al-Sadd        |
| 16 | C    | Jefferson Lerma        | 25 ottobre 1994 (29 anni)   | 43    | 1    | Crystal Palace |
| 17 | D    | Johan Mojica           | 21 agosto 1992 (31 anni)    | 25    | 1    | Osasuna        |
| 18 | A    | Luis Sinisterra        | 17 giugno 1999 (25 anni)    | 13    | 4    | Bournemouth    |
| 19 | A    | Rafael Santos Borré    | 15 settembre 1995 (28 anni) | 33    | 6    | Internacional  |
| 20 | C    | Juan Fernando Quintero | 18 gennaio 1993 (31 anni)   | 35    | 4    | Racing Club    |
| 21 | D    | Daniel Muñoz           | 26 maggio 1996 (28 anni)    | 27    | 1    | Crystal Palace |
| 22 | C    | Yaser Asprilla         | 19 novembre 2003 (20 anni)  | 5     | 2    | Watford        |
| 23 | D    | Davinson Sánchez       | 12 giugno 1996 (28 anni)    | 59    | 1    | Galatasaray    |
| 24 | A    | Jhon Córdoba           | 11 maggio 1993 (31 anni)    | 4     | 2    | Krasnodar      |
| 25 | P    | Álvaro Montero         | 29 marzo 1995 (29 anni)     | 8     | -1   | Millonarios    |
| 26 | D    | Deiver Machado         | 2 settembre 1992 (31 anni)  | 10    | 0    | Lens           |

### Paraguay
Lista dei convocati resa nota il 15 giugno 2024.
Commissario tecnico:  Daniel Garnero
| N. | Pos. | Giocatore             | Data nascita (età)          | Pres. | Reti | Squadra             |
| -- | ---- | --------------------- | --------------------------- | ----- | ---- | ------------------- |
| 1  | P    | Carlos Miguel Coronel | 29 dicembre 1996 (27 anni)  | 9     | -6   | N.Y. Red Bulls      |
| 2  | D    | Iván Ramírez          | 8 dicembre 1994 (29 anni)   | 6     | 0    | Libertad            |
| 3  | D    | Omar Alderete         | 26 dicembre 1996 (27 anni)  | 17    | 0    | Getafe              |
| 4  | D    | Mathías Espinoza      | 19 settembre 1997 (26 anni) | 4     | 0    | Libertad            |
| 5  | D    | Fabián Balbuena       | 23 agosto 1991 (32 anni)    | 39    | 2    | Dinamo Mosca        |
| 6  | D    | Júnior Alonso         | 9 febbraio 1993 (31 anni)   | 54    | 2    | Krasnodar           |
| 7  | A    | Derlis González       | 20 marzo 1994 (30 anni)     | 51    | 9    | Olimpia             |
| 8  | C    | Damián Bobadilla      | 11 luglio 2001 (22 anni)    | 1     | 0    | San Paolo           |
| 9  | A    | Adam Bareiro          | 26 luglio 1996 (27 anni)    | 6     | 0    | San Lorenzo         |
| 10 | C    | Miguel Almirón        | 10 febbraio 1994 (30 anni)  | 55    | 7    | Newcastle Utd       |
| 11 | A    | Ángel Rodrigo Romero  | 4 luglio 1992 (31 anni)     | 43    | 8    | Corinthians         |
| 12 | P    | Alfredo Aguilar       | 18 luglio 1988 (35 anni)    | 3     | -6   | Sp. Luqueño         |
| 13 | D    | Néstor Giménez        | 24 luglio 1997 (26 anni)    | 2     | 0    | Libertad            |
| 14 | C    | Adrián Cubas          | 22 maggio 1996 (28 anni)    | 19    | 0    | Vancouver Whitecaps |
| 15 | D    | Gustavo Gómez         | 6 maggio 1993 (31 anni)     | 74    | 4    | Palmeiras           |
| 16 | C    | Matías Rojas          | 3 novembre 1995 (28 anni)   | 19    | 1    | Inter Miami         |
| 17 | C    | Kaku                  | 11 gennaio 1995 (29 anni)   | 20    | 5    | Al-Ain              |
| 18 | A    | Alex Arce             | 16 giugno 1995 (29 anni)    | 3     | 0    | LDU Quito           |
| 19 | A    | Julio César Enciso    | 23 gennaio 2004 (20 anni)   | 14    | 0    | Brighton            |
| 20 | C    | Richard Sánchez       | 29 marzo 1996 (28 anni)     | 34    | 1    | América             |
| 21 | C    | Fabrizio Peralta      | 2 agosto 2002 (21 anni)     | 1     | 0    | Cruzeiro            |
| 22 | P    | Rodrigo Morínigo      | 7 ottobre 1998 (25 anni)    | 0     | 0    | Libertad            |
| 23 | C    | Mathías Villasanti    | 24 gennaio 1997 (27 anni)   | 37    | 0    | Grêmio              |
| 24 | A    | Ramón Sosa            | 31 agosto 1999 (24 anni)    | 10    | 0    | Talleres (C)        |
| 25 | D    | Víctor Velázquez      | 17 aprile 1991 (33 anni)    | 2     | 1    | Newell's Old Boys   |
| 26 | C    | Hernesto Caballero    | 9 aprile 1991 (33 anni)     | 3     | 0    | Libertad            |

### Costa Rica
Lista dei convocati resa nota l'11 giugno 2024.
Commissario tecnico:  Gustavo Alfaro
| N. | Pos. | Giocatore         | Data nascita (età)          | Pres. | Reti | Squadra           |
| -- | ---- | ----------------- | --------------------------- | ----- | ---- | ----------------- |
| 1  | P    | Kevin Chamorro    | 8 aprile 2000 (24 anni)     | 11    | -20  | Saprissa          |
| 2  | D    | Gerald Taylor     | 28 maggio 2001 (23 anni)    | 5     | 1    | Saprissa          |
| 3  | D    | Jeyland Mitchell  | 29 settembre 2004 (19 anni) | 4     | 0    | Alajuelense       |
| 4  | D    | Juan Pablo Vargas | 6 giugno 1995 (29 anni)     | 22    | 3    | Millonarios       |
| 5  | D    | Fernán Faerrón    | 22 agosto 2000 (23 anni)    | 2     | 0    | Herediano         |
| 6  | D    | Julio Cascante    | 3 ottobre 1993 (30 anni)    | 8     | 1    | Austin FC         |
| 7  | A    | Anthony Contreras | 29 gennaio 2000 (24 anni)   | 27    | 4    | Pafos             |
| 8  | D    | Joseph Mora       | 15 gennaio 1993 (31 anni)   | 9     | 0    | Saprissa          |
| 9  | A    | Manfred Ugalde    | 25 maggio 2002 (22 anni)    | 10    | 3    | Spartak Mosca     |
| 10 | C    | Brandon Aguilera  | 28 giugno 2003 (20 anni)    | 16    | 0    | Nottingham Forest |
| 11 | C    | Ariel Lassiter    | 27 settembre 1994 (29 anni) | 21    | 1    | CF Montréal       |
| 12 | A    | Joel Campbell     | 26 giugno 1992 (31 anni)    | 139   | 27   | Alajuelense       |
| 13 | C    | Jefferson Brenes  | 13 aprile 1997 (27 anni)    | 12    | 1    | Saprissa          |
| 14 | C    | Orlando Galo      | 11 agosto 2000 (23 anni)    | 16    | 3    | Herediano         |
| 15 | D    | Francisco Calvo   | 8 luglio 1992 (31 anni)     | 93    | 11   | Juárez            |
| 16 | C    | Alejandro Bran    | 5 marzo 2001 (23 anni)      | 6     | 0    | Minnesota Utd     |
| 17 | A    | Warren Madrigal   | 24 luglio 2004 (19 anni)    | 12    | 1    | Saprissa          |
| 18 | P    | Aarón Cruz        | 25 maggio 1991 (33 anni)    | 4     | -1   | Herediano         |
| 19 | A    | Kenneth Vargas    | 17 aprile 2002 (22 anni)    | 6     | 0    | Hearts            |
| 20 | C    | Josimar Alcócer   | 7 luglio 2004 (19 anni)     | 11    | 1    | Westerlo          |
| 21 | A    | Álvaro Zamora     | 9 marzo 2002 (22 anni)      | 11    | 1    | Arīs Salonicco    |
| 22 | D    | Haxzel Quirós     | 3 giugno 1998 (26 anni)     | 7     | 0    | Herediano         |
| 23 | P    | Patrick Sequeira  | 1º marzo 1999 (25 anni)     | 5     | -1   | Ibiza             |
| 24 | A    | Andy Rojas        | 5 dicembre 2005 (18 anni)   | 1     | 1    | Herediano         |
| 25 | D    | Yeison Molina     | 25 gennaio 1996 (28 anni)   | 1     | 0    | Guanacasteca      |
| 26 | D    | Douglas Sequeira  | 16 settembre 2003 (20 anni) | 0     | 0    | Saprissa          |

## Giocatori per club
Sono contati solo i club con più di un giocatore convocato.
| Giocatori | Squadra |
| --------- | --- |
| 9         | Bolívar |
| 7         | América, Saprissa |
| 6         | Herediano |
| 5         | Porto, Flamengo, Libertad, Always Ready, Universitario |
| 4         | Real Madrid, Liverpool, Aston Villa, Juventus, Fulham, Betis, Nottingham Forest, Krasnodar, Dinamo Mosca, Pachuca, Pumas UNAM, CF Montréal, San Paolo, Colo-Colo, Minnesota Utd, Universidad Católica, The Strongest |
| 3         | Paris Saint-Germain, Inter, Tottenham, West Ham Utd, Girona, Atlético Madrid, Palmeiras, Crystal Palace, Inter Miami, Brighton, Atlético Mineiro, Talleres (C), Monterrey, Independiente del Valle, Guadalajara, Toluca, Internacional, Coventry City, River Plate, Cagliari, Portland Timbers, Atlas, Nashville, Philadelphia Union, LDU Quito, Toronto FC                                                                                           |
| 2         | Chelsea, Arsenal, Barcellona, Newcastle Utd, Manchester Utd, Bayer Leverkusen, Milan, Fiorentina, Feyenoord, Monaco, PSV, Bournemouth, Celtic, Watford, Athl. Paranaense, Norwich City, Grêmio, Cruz Azul, Genk, Midtjylland, AEK Atene, Tolosa, Vancouver Whitecaps, Corinthians, Malmö FF, Austin FC, Famalicão, Benfica, Millonarios, Orlando City, Huracán, Racing Club, Cadice, Fortaleza, Mazatlán, Alianza Lima, Alajuelense, Santos, Charlton |

## Giocatori per nazionalità del club
| Pos | Paese | Giocatori |
| --- | --- | --------- |
| 1   | Inghilterra | 56        |
| 2   | Stati Uniti | 42        |
| 3   | Brasile | 36        |
| 4   | Messico | 35        |
| 5   | Spagna | 29        |
| 6   | Italia | 22        |
| 7   | Bolivia | 20        |
| 8   | Argentina Costa Rica                                                                                           | 16        |
| 10  | Portogallo | 14        |
| 11  | Francia | 12        |
| 12  | Ecuador Perù Russia                                                                                            | 11        |
| 15  | Colombia | 9         |
| 16  | Cile Paraguay                                                                                                  | 7         |
| 18  | Belgio Germania                                                                                                | 6         |
| 20  | Paesi Bassi Scozia                                                                                             | 5         |
| 22  | Giamaica Arabia Saudita                                                                                        | 4         |
| 24  | Danimarca Turchia                                                                                              | 3         |
| 26  | Cipro Grecia Guatemala Israele Slovacchia Svezia                                                               | 2         |
| 32  | Azerbaigian Rep. Ceca Honduras Polonia Qatar Svizzera Ucraina Emirati Arabi Uniti Uruguay Venezuela Svincolato | 1         |